# Frederico II, Conde de Hesse-Cassel
Frederico II (14 de agosto de 1720 - 31 de outubro de 1785) foi conde de Hesse-Cassel (ou Hesse-Kassel) de 1760 até à sua morte em 1785.

## Família
Frederico era o segundo filho do conde Guilherme VIII de Hesse-Cassel e da duquesa Doroteia Guilhermina de Saxe-Zeitz. Entre os seus tios paternos estava o rei Frederico I da Suécia. Os seus avós paternos eram o conde Carlos I de Hesse-Cassel e a duquesa Maria Amália da Curlândia. Os seus avós maternos eram o duque Maurício Guilherme de Saxe-Zeitz e a marquesa Maria Amália de Brandemburgo.

## Biografia
A educação de Frederico começou com o coronel August Moritz von Donop e, entre 1726 e 1733, passou a ser da responsabilidade do teólogo e filósofo suíço Jean-Pierre de Crousaz.
Em dezembro de 1745, Frederico chegou à Escócia com um exército de seis mil soldados hessianos para dar apoio militar ao seu sogro, o rei Jorge II da Grã-Bretanha, contra uma rebelião jacobita. Apesar de apoiar a "sucessão protestante" na Grã-Bretanha nesta ocasião, Frederico acabaria por converter-se ao catolicismo. Em 1749, na companhia do pai, visitou o arcebispo-eleitor de Colónia, o príncipe Clemente Augusto da Baviera, e foi ele quem o recebeu na igreja católica.
Apesar de se ter esforçado por apoiar o seu sogro, o casamento de Frederico com a princesa real Maria não foi feliz. O casal já vivia em casas diferentes desde 1747 e separou-se formalmente em 1755. Maria mudou-se para a Dinamarca no ano seguinte para cuidar dos filhos da sua irmã, a princesa Luísa, que tinha morrido em 1751. Todos os três filhos sobreviventes do casal foram com a mãe e dois deles, incluindo o herdeiro, Guilherme, casaram com princesas da Dinamarca, suas primas direitas. 
Os filhos mais novos passaram o resto da vida na Dinamarca, tornando-se figuras proeminentes na corte do seu primo, o rei Cristiano VII. Apenas Guilherme regressou à Alemanha depois de herdar o principado de Hanau e viria depois a suceder o pai como príncipe-eleitor de Hesse-Cassel.

## Governante de Hesse-Cassel
Depois de se ter separado formalmente da sua esposa em 1755, Frederico passou a prestar serviço militar activo no exército prussiano. Em 1760, sucedeu o seu pai como conde de Hesse-Cassel. Apesar de ser católico, os seus súbditos permaneceram calvinistas e os seus filhos foram criados como protestantes na Dinamarca.
Durante os séculos XVII e XVIII era bastante comum que principados mais pequenos alugassem tropas a outros príncipes. No entanto, Hesse-Cassel levou esta prática ao extremo, o que fez com que sete por cento da população fizesse parte do exército no século XVIII. Frederico alugou tantos soldados ao seu sobrinho, o rei Jorge III da Grã-Bretanha, para usar na Guerra da Independência Americana que o termo "Hessian" tornou-se uma gíria americana para fazer referência aos soldados americanos que lutaram do lado britânico durante a guerra. Frederico usou o lucro que tirou desta prática para investir nas artes e no seu estilo de vida opulento.
O conde Frederico II morreu em 1785 no Castelo de Weißenstein em Kassel e foi sucedido pelo seu filho mais velho, Guilherme.

## Casamentos e descendência
Frederico casou-se com a princesa Maria da Grã-Bretanha por procuração no dia 8 de maio de 1740 e em pessoa a 28 de junho do mesmo ano. O casal teve quatro filhos:
1. Guilherme de Hesse-Cassel (25 de dezembro de 1741 - 1 de julho de 1742), morreu aos seis meses de idade.
2. Guilherme I de Hesse-Cassel (3 de junho de 1743 – 27 de fevereiro de 1821), casado com a princesa Guilhermina Carolina da Dinamarca; com descendência.
3. Carlos de Hesse-Cassel (19 de dezembro de 1744 – 17 de agosto de 1836), casado com a princesa Luísa da Dinamarca; com descendência.
4. Frederico III de Hesse-Cassel (11 de setembro de 1747 – 20 de maio de 1837), casado com a condessa Carolina de Nassau-Usingen; com descendência.

Após a morte de Maria, Frederico voltou a casar-se, desta vez com a condessa Filipina de Brandemburgo-Schwedt de quem não teve filhos.